# Baeotis choroniensis
Baeotis choroniensis is een vlindersoort uit de familie van de prachtvlinders (Riodinidae), onderfamilie Riodininae.
Baeotis choroniensis werd in 1946 beschreven door Lichy.